# Paul Post
Paul Otto Julius Post (* 14. Juli 1882 in Göttingen; † 23. Januar 1956 in Nürnberg) war ein deutscher Kunsthistoriker, der bis Herbst 1937 als Kustos am Berliner Zeughaus wirkte.

## Leben
Paul Post war der Sohn des Chemikers und Wirklichen Geheimen Oberregierungsrats Julius Post (1844–1909).
Paul Post besuchte in Berlin das Königliche Luisen-Gymnasium, bestand im Herbst 1903 das Abitur, leistete das einjährige Dienstjahr ab, studierte von Oktober 1904 bis Oktober 1907 Kunstgeschichte, Archäologie und Philosophie an den Universitäten Berlin, München und Straßburg und zuletzt ab Oktober 1907 an der Universität Halle, wo er 1910 bei Adolph Goldschmidt mit seiner Dissertation Die französisch-niederländische Männertracht einschließlich der Ritterrüstung im Zeitalter der Spätgotik, 1350 bis 1475. Ein Rekonstruktionsversuch auf Grund der zeitgenössischen Darstellungen. zum Dr. phil. promovierte.
Paul Post war danach Direktorialassistent am Königlichen Zeughaus in Berlin, wurde Kustos, erhielt den Professorentitel und wirkte in der Folge bis Herbst 1937 unter den Direktoren Moritz Julius Binder und Konteradmiral a. D. Hermann Lorey am Berliner Zeughaus. Er war Mitglied des Vereins für historische Waffenkunde und übernahm bei der unter der Schriftleitung von Erich Haenel stehenden Zeitschrift für historische Waffen- und Kostümkunde 1921 den Bereich der Kostümkunde.
Nach der Verschärfung der Vorschriften durch das Innenministerium im August 1937 wurde er im Herbst 1937 als Kustos am Zeughaus entlassen, weil er nun nach den NS-Rassegesetzen als jüdisch versippt eingeordnet wurde, da seine Ehefrau Klarissa geb. Daus zwischenzeitlich als Volljüdin klassifiziert worden war und der Generaldirektor der Staatlichen Museen zu Berlin Otto Kümmel und der zuständige Staatssekretär des Erziehungsministeriums Werner Zschintzsch die bisherigen Vorbehalte gegen seine Entlassung nicht weiter aufrechterhielten. Im Jahr 1938 wurde Herbert Knötel zu seinem Nachfolger als Kustos berufen.
Paul Post lebte ab 1951 in Nürnberg, wo er als Berater für die Waffen- und Kostümsammlung des Germanischen Nationalmuseums tätig war.
Der Nachlass von Paul Post befindet sich im Deutschen Kunstarchiv im Germanischen Nationalmuseum, Nürnberg.

## Veröffentlichungen (Auswahl)
als Autor
- Die französisch-niederländische Männertracht einschließlich der Ritterrüstung im Zeitalter der Spätgotik, 1350 bis 1475. Ein Rekonstruktionsversuch auf Grund der zeitgenössischen Darstellungen. Inaugural-Dissertation, Vereinigte Friedrichs-Universität Halle-Wittenberg, 1910 (Digitalisat)
- Das zeitliche und künstlerische Verhältnis des Turin-Mailänder Gebetbuches zum Genter Altar. Eine Untersuchung auf kostümgeschichtlicher Grundlage. In: Jahrbuch der Preußischen Kunstsammlungen 40, 1919, S. 175–205 (Digitalisat)
- Das Zeughaus. Die Waffensammlung. Erster Teil. Kriegs-, Turnier- und Jagdwaffen vom frühen Mittelalter bis zum dreißigjährigen Krieg. Julius Bard, Berlin 1929
- Das Zeughaus. Kurzer Gesamtführer. Amtlicher Führer. Staatliche Museen, Berlin 1937

als Schriftleiter
- Zeitschrift für historische Waffen- und Kostümkunde, 9, 1921–1922, Verlag für Praktische Kunstwissenschaft Weizinger, München (Digitalisat)